# Riegel am Kaiserstuhl
Riegel am Kaiserstuhl es un municipio en el distrito de Emmendingen en Baden-Wurtemberg, Alemania.
|             |
| Vista aérea |

|              |
| Ayuntamiento |

|       |
| Museo |

|                                   |
| Capillita (nombre local: Käppele) |

## Topónimo
Riegel era el suburbio de una ciudad romana. Más detalles se encuentran en el artículo Riegel, suburbio de una civitas cuyo nombre no se conoce. El nombre de este suburbio era Regula.

## Michaelsberg
El Michaelsberg (Monte San Miguel) tiene una altitud de 244,9 m.

## Capilla San Miguel Arcángel
La Capilla San Miguel Arcángel (en alemán: Michaelskapelle) está ubicada sobre el Monte San Miguel. Fue mencionada por primera vez en 969. Su forma presente recibió en el siglo XV.

## Sendero natural del Monte San Miguel
El sendero natural del Monte San Miguel (en alemán: Naturpfad Riegeler Michaelsberg) lleva alrededor del Monte San Miguel hasta la capilla San Miguel Arcángel.

## Castillo de Riegel
El castillo de Riegel (en alemán: Burg Riegel) es un castillo desaparecido sobre el Michaelsberg.

## Castillo viejo de Riegel
El castillo viejo (en alemán: altes Schloss) de Riegel es un edificio histórico que fue construido en el siglo XV por Heinrich von Blumeneck.

## Castillo nuevo de Riegel
El castillo nuevo (en alemán: neues Schloss) de Riegel fue construido en el siglo XVII por el propietario del castillo viejo Leopold Heinrich von Garnier.

## Mitreo de Riegel
|             |
| Fundamentos |

|       |
| Altar |

En 1932 se encontró en un campo restos de un muro así como una piedra de sacrificios de una altura de 1,2 m con la inscripción Deo Invicto (al dios invicto). Más tarde se hallaron también vasijas de culto, morteros, lámparas, thymiateriones, envases para beber y una espada de culto. En 1974 el recinto del mitreo fue desenterrado por completo. Desde 1986 es un pequeño museo al aire libre.

## Museos
- Museo Riegel:[23] En el museo se exhiben no sólo los hallazgos obtenidos en las excavaciones, sino se presenta también la vida cotidiana de los romanos y la preparación de comidas mediante gráficas y reconstrucciones e incluso se puede entrar en el modelo de la basílica y así obtener una impresión vívida de la construcción monumental de este edificio.[24]
- Pabellón de Arte Messmer[25]

## Hermanamiento
- Champhol,[26] Eure y Loir, Francia